# Amblysomus marleyi
Amblysomus marleyi é uma espécie de mamífero da família Chrysochloridae. É endêmica da África do Sul, onde é conhecida de duas localidades isoladas (Ubombo e Ingwavuma) nas escarpas leste das montanhas Lebombo, em KwaZulu-Natal. Possivelmente estende-se ao sudoeste de Essuatíni ao longo das montanhas Lebombo.